# PDP-6

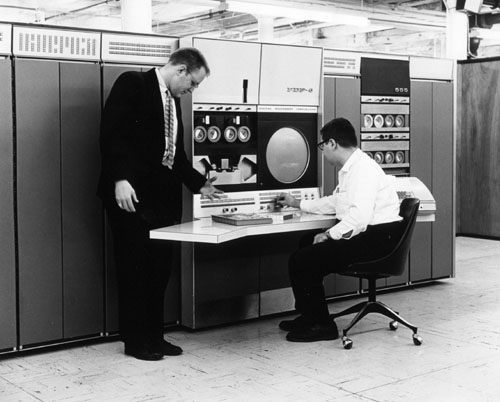
Un DEC PDP-6 (vers 1964)

Le PDP-6 (Programmed Data Processor-6) est un type d'ordinateur développé par Digital Equipment Corporation (DEC) en 1963. Son architecture a été reprise pour le PDP-10 dont le jeu d'instructions était quasi identique.
Il utilise des mots d'une longueur de 36 bits comme beaucoup d'ordinateurs de l'époque, tels que la série 700 d'IBM, la série 1100 d'Univac, ou encore la série 6000 de Honeywell et General Electric. Bien que son adressage permette 256 kilomots en mémoire principale, la machine type a une mémoire de 32 768 mots de 36 bits (1 mégabits) soit l'équivalent de 160 ko.
Il ne s'est vendu que 23 PDP-6 à travers le monde, ce qui représente la plus faible vente de machines pour DEC.
C'est sur cette machine qu'a initialement été développé Incompatible Timesharing System.